# Tonawanda
Tonawanda fundada en 1904, es una ciudad ubicada en el condado de Erie en el estado estadounidense de Nueva York. En el año 2000 tenía una población de 16,136 habitantes y una densidad poblacional de 1,522.3 personas por km².

## Geografía
Tonawanda se encuentra ubicada en las coordenadas 43°0′40″N 78°52′39″O / 43.01111, -78.87750. Según la Oficina del Censo, la ciudad tiene un área total de 10,6 km² (4,1 mi²), de la cual 9,8 km² (3,8 mi²) es tierra y 0,8 km² (0,3 mi²) (0%) es agua.

## Demografía
Según la Oficina del Censo en 2000 los ingresos medios por hogar en la localidad eran de $37,523, y los ingresos medios por familia eran $46,242. Los hombres tenían unos ingresos medios de $36,980 frente a los $24,314 para las mujeres. La renta per cápita para la localidad era de $18,789. Alrededor del 7.1% de la población estaban por debajo del umbral de pobreza.